# (1790) Volkov
(1790) Volkov es un asteroide perteneciente al cinturón de asteroides descubierto por Liudmila Ivanovna Chernyj desde el Observatorio Astrofísico de Crimea, Naúchni, el 9 de marzo de 1967.

## Designación y nombre
Volkov fue designado al principio como 1967 ER.
Más tarde, se nombró en honor de Vlasdislav Nikolayevich Volkov (1935-1971), ingeniero de vuelo de la Soyuz 11, muerto el 30 de junio de 1971 durante el retorno a la Tierra.

## Características orbitales
Volkov orbita a una distancia media del Sol de 2,238 ua, pudiendo acercarse hasta 2,013 ua. Su excentricidad es 0,1006 y la inclinación orbital 5,111°. Emplea en completar una órbita alrededor del Sol 1223 días.